# 小行星11197
小行星11197（11197 Beranek）是一颗绕太阳运转的小行星，为主小行星带小行星。该小行星于1999年2月10日发现。

## 轨道参数
小行星11197的轨道半长轴为2.4496205 UA，离心率为0.156。